# Daisuke Miyakawa
Daisuke Miyakawa (宮川 大輔 Miyakawa Daisuke?), född 6 oktober 1979 i Kanagawa prefektur, är en japansk före detta fotbollsspelare.
Miyakawa började sin karriär 1998 i Cerezo Osaka. Efter Cerezo Osaka spelade han för Thespa Kusatsu, Giravanz Kitakyushu och SC Sagamihara. Han avslutade karriären 2012.